# 江口信
江口 信（えぐち しん、1956年12月1日 - ）は、日本の俳優。亀の子新社所属。aiかんぱに〜所属（業務提携）。かつてはNHK放送劇団に所属していた。身長173cm、体重62kg。血液型O型。
福岡県柳川市出身。熊本商科大学卒業。

## 出演

### 映画
- 赤い銃弾 疑惑の暴行（1984年） - 主演 ※デビュー作[4]
- 保健室のミステリー - 主演
- 悲しい色やねん（1988年） - ヒットマン 役
- おこげ（1992年） - 川島 役
- 姐 極道を愛した女・桐子（1993年）
- ガメラ3 邪神覚醒（1999年） - レポーター7
- 天使の牙B.T.A.（2003年）
- レディ・ジョーカー（2004年）
- 湾岸ミッドナイト（2009年） - ヒデ 役
- 劇場版 タイムスクープハンター -安土城 最後の1日-（2013年）

### テレビドラマ
- 代表取締役刑事（1990年） - 石上 役
- 金曜エンタテイメント 最後の依頼人（1997年）
- サラリーマン金太郎 第1話（1999年） - マスター 役
- 土曜ワイド劇場 おとり捜査官・北見志穂 第2作（1999年） - バーテンダー 役
- 蔵の宿 第33話（2000年） - ディレクター 役
- 整形美人。 第9話（2002年）
- ひと夏のパパへ 第10話（2003年）
- 相棒 最終回スペシャル（2004年） - 検事
- SHISEIDO PRESENTS あの日にかえりたい。東京キャンティ物語（2004年）
- ウルトラマンマックス 第27話（2005年） - 医師
- 音女 第99話（2008年）
- タイムスクープハンター
  - 特別編（2009年）
  - 特別回（2012年）
  - シーズン5 第9話（2013年）

### オリジナルビデオ
- DOTER 溺愛するもの（1996年）
- パセリ

### 舞台
- マリオネット（1987年）
- 火を継ぐもの - 小林多喜二 役
- 大新撰組 - 土方歳三 役
- KAZUKI
- 沈黙の海峡
- ヒューマンダイナモ 〜人間発動機 野口英世
- 夢 〜歌舞伎町物語
- 孫文と梅谷庄吉
- 新宿パラダイス（2009年）
- SAKIMORI（2023）　主演つとめる　　清水よし子、一谷伸江　原作：石蔵拓

### CM
- ジョージア
- イージーPC
- 総理府IT促進
- バランスシートと経営
- 自然社 ザ・チャイルドシート
- うつくしま福島
- 花王 ベガ
- NTT郡山
- デアゴスティーニ・ジャパン
- NTT西日本
- ケーズデンキ
- イオン
- 株式会社クレシス
- 東京インテリア家具
- エバラ食品工業
- 日本コカ・コーラ
- 東北電力
- 福島トヨペット
- まるたま

### インターネットTV
- 俳優・江口信の柳川・BANZAI!!国際魅力学会